# Боскольський сільський округ
Боско́льський сільський округ (каз. Боскөл ауылдық округі, рос. Боскольский сельский округ) — адміністративна одиниця у складі Карабалицького району Костанайської області Казахстану. Адміністративний центр — село Босколь.
Населення — 1415 осіб (2021; 2089 у 2009, 3454 у 1999, 3484 у 1989).
Станом на 989 рік існувала Боскольська сільська рада (село Босколь, селища Самани, Талапкер).

## Склад
До складу округу входять такі населені пункти:
| Населений пункт | Старі назви | Населення, осіб (1989) | Населення, осіб (1999) | Населення, осіб (2009) | Населення, осіб (2021) |
| --------------- | ----------- | ---------------------- | ---------------------- | ---------------------- | ---------------------- |
| Босколь, село   | -           | 2961                   | 2994                   | 1874                   | 1332                   |
| Самани, село    | -           | 250                    | 201                    | 87                     | 49                     |
| Талапкер, село  | -           | 273                    | 259                    | 128                    | 34                     |